# Bolitoglossa occidentalis
Bolitoglossa occidentalis är en groddjursart som beskrevs av Taylor 1941. Bolitoglossa occidentalis ingår i släktet Bolitoglossa och familjen lunglösa salamandrar. IUCN kategoriserar arten globalt som livskraftig. Inga underarter finns listade.